# Peter Johann Rønnenkamp
Peter Johann Rønnenkamp (født 27. december 1789 i Flensborg, død 16. juni 1859 i Plön) var en tysk præst. Han var halvbror til Christian Rønnenkamp.
Efter at have studeret i Kiel, Göttingen og Leipzig underkastede han sig den teologiske embedseksamen, på Gottorp 1814 og blev samme år prædikant og medhjælper i Brockdorf i Wilstermarsk. I 1817 blev han diakon i Lunden i Ditmarsken, 1828 præst i Kosel, Hutten Amt. Han blev 1836 medlem af kommissionen til fremme for den indbyrdes undervisning og tog 1852 sin afsked. Siden levede han i Egernførde og Plön. Han har skrevet en del pædagogiske afhandlinger, åndelige digte, en Beschreibung des Kirchspiels Brockdorf, en beretning om stormfloden 1825 og dens virkning på Nordditmarsken samt en autobiografi.